# Cyligramma
Cyligramma é um gênero de traça pertencente à família Arctiidae.

## Especias
- Cyligramma amblyops Mabille, 1891
- Cyligramma conradsi Berio, 1954
- Cyligramma disturbans (Walker, 1858)
- Cyligramma duplex Guenée, 1852
- Cyligramma fluctuosa (Drury, 1773)
- Cyligramma griseata Gaede, 1936
- Cyligramma joa Boisduval, 1833
- Cyligramma latona (Cramer, 1775)
- Cyligramma limacina (Guerin-Meneville, 1832)
- Cyligramma magus (Guerin-Meneville, 1844)
- Cyligramma simplex Gruenberg, 1910